# Maria Mutola
Maria de Lurdes Mutola (ur. 27 października 1972 w Maputo) – mozambicka lekkoatletka specjalizująca się w biegach średniodystansowych (przede wszystkim na dystansie 800 m). Złota i brązowa medalistka olimpijska, trzykrotna mistrzyni świata, siedmiokrotna halowa mistrzyni świata, pięciokrotna mistrzyni Afryki, złota medalistka igrzysk afrykańskich oraz igrzysk Wspólnoty Narodów. Wielokrotna triumfatorka finału Grand Prix IAAF i igrzysk dobrej woli. Reprezentantka kraju na sześciu edycjach letnich igrzysk olimpijskich (Seul, Barcelona, Atlanta, Sydney, Ateny, Pekin).
Jest obok Rosjanki Natalji Nazarowej najbardziej utytułowaną halową mistrzynią świata, z dorobkiem siedmiu tytułów mistrzowskich (łącznie na halowych mistrzostwach zdobyła dziewięć medali). Jest pierwszą w historii osobą z Mozambiku, która otrzymała medal olimpijski. Potrafiła utrzymać wysoką formę przez niemal całą karierę sportową (przede wszystkim lata 1991-2008).

## Przebieg kariery
W zawodach międzynarodowych zadebiutowała w 1988 roku, wówczas jako piętnastoletnia lekkoatletka wystąpiła na mistrzostwach Afryki w Annabie i wywalczyła tytuł wicemistrzowski w konkurencji biegu na 800 m. Trzy tygodnie później była uczestniczką igrzysk olimpijskich w Seulu. W tej samej konkurencji biegowej zajęła 7. miejsce w eliminacjach, uzyskując w tej fazie zmagań rezultat czasowy 2:04,36.
W 1990 roku zdobyła dwa złote medale mistrzostw Afryki w konkurencjach biegu na 800 i 1500 m, rok później zaś została mistrzynią igrzysk afrykańskich w biegu na dystansie 800 m. Była także uczestniczką lekkoatletycznych mistrzostw globu w Tokio, na których udało jej się wywalczyć 4. miejsce w finale. Mutola przegrała tam walkę o brązowy medal o zaledwie 0,13 sekundy.
Startowała na rozgrywanych w Barcelonie igrzyskach olimpijskich, w ich ramach biorąc udział w konkurencjach biegowych na dystansie 800 i 1500 m. W obu startach awansowała do finału i uplasowała się odpowiednio na 5. i 9. miejscu (z czasami odpowiednio 1:57,49 i 4:02,60).
W 1993 roku uczestniczyła w halowych mistrzostwach świata, na których zdobyła złoty medal w konkurencji biegu na 800 m. Był to pierwszy z siedmiu tytułów halowej mistrzyni świata, który zdobyła Mozambijka. Na dystansie 800 m okazała się również mistrzynią świata, podczas zmagań w Stuttgarcie. Dwa lata później Mozambijka obroniła tytuł halowej mistrzyni globu w biegu na 800 m, jednak na tym samym dystansie nie udało jej się tego dokonać w ramach mistrzostw świata na otwartym stadionie w Göteborgu – została bowiem zdyskwalifikowana w półfinale.
Na rozgrywanych w Atlancie igrzyskach olimpijskich zdobyła brązowy medal w konkurencji biegu na 800 m. W finale tej konkurencji uzyskała czas 1:58,71, z którym uplasowała się na 3. miejscu. Tak wysoką pozycję wywalczyła nawet mimo zachorowania na grypę. W ramach tej samej imprezy sportowej była chorążym swej reprezentacji na ceremonii otwarcia.
W 1997 roku brała udział w halowym czempionacie globu, do zawodów w konkurencji biegu na 800 m przystąpiła, nosząc czarną wstążkę w ramach upamiętnienia swego ojca, który zginął w wypadku mającym miejsce na kilka tygodni przed zaczęciem imprezy. Mimo tej żałoby udało się zdobyć tytuł mistrzowski. Wywalczyła też brązowy medal rozgrywanych w Atenach mistrzostw świata, w biegu na 800 m. W tej samej konkurencji została złotą medalistką igrzysk Wspólnoty Narodów w Kuala Lumpur. W 1999 roku wzięła udział w halowych mistrzostwach globu, na których nie zdołała wywalczyć złotego medalu (po raz pierwszy od 1993 roku), w finale pokonała ją reprezentantka Czech Ludmila Formanová. Srebrny medal w tej samej konkurencji zdobyła też na mistrzostwach świata w Sewilli, wówczas uległa jedynie ponownie Formanovej.
W 2000 roku osiągnęła jeden z największych sukcesów w karierze – w swej koronnej konkurencji (800 m) zdobyła tytuł mistrzyni olimpijskiej, w finale zmagań uzyskała czas 1:56,15. Kiedy Mutola wróciła do swego kraju, została przywitana przez tłumy, które skandowały jej imię podczas parady przez Maputo. W tym samym mieście jedną z ulic nazwano imieniem sportsmenki.
W 2001 roku ponownie zdobyła tytuł mistrzyni świata zarówno w hali, jak i na stadionie. Dwa lata później powtórzyła ten wyczyn, w jednym roku zdobywając tytuły mistrzyni świata w hali i na stadionie. Wszystkie te tytuły wywalczyła w konkurencji biegu na 800 m. W sezonie 2003 wygrała również wszystkie sześć mityngów Golden League, za co otrzymała milion dolarów w złocie – część zarobionych tam pieniędzy przeznaczyła na rzecz fundacji, której zadaniem jest pomoc w rozwoju młodzieży w Mozambiku.
W swoim piątym olimpijskim starcie, który wydarzył się w Atenach, nie udało jej się zdobyć krążka. Na tych igrzyskach startowała tylko w konkurencji biegu na 800 m i awansowała do finału, zajmując w tej fazie zmagań 4. miejsce z czasem 1:56,51 (o zaledwie 0,08 sekundy przegrała walkę o brązowy medal ze Słowenką Jolandą Čeplak). Do igrzysk lekkoatletka przystąpiła po kontuzji ścięgna udowego.
Na mistrzostwach świata w Helsinkach w konkurencji biegu na 800 m również zajęła 4. miejsce w finale. W 2006 roku otrzymała siódmy i ostatni w karierze złoty medal halowych mistrzostw globu (w biegu na dystansie 800 m). Brała udział w mistrzostwach świata rozgrywanych w Osace i awansowała do finału biegu na 800 m, ale nie zdołała go ukończyć.
W 2008 roku na igrzyskach olimpijskich wywalczyła 5. miejsce w finale biegu na 800 m, z rezultatem czasowym 1:57,68.
Po zakończeniu kariery lekkoatletycznej zaczęła uprawiać piłkę nożną, w 2009 zaczęła rozgrywki w lidze RPA, dwa lata później zaś była reprezentantką Mozambiku w piłce nożnej. W 2011 roku zaczęła też trenować reprezentantkę RPA Caster Semenyę.

## Osiągnięcia
| Rok     | Zawody                     | Miasto       | Miejsce | Konkurencja        | Wynik   |
| ------- | -------------------------- | ------------ | ------- | ------------------ | ------- |
| 1988    | Mistrzostwa Afryki         | Annaba       | srebro  | bieg na 800 m      | 2:06,55 |
| 1988    | Igrzyska olimpijskie       | Seul         | 7. H    | bieg na 800 m      | 2:04,36 |
| 1990    | Mistrzostwa Afryki         | Kair         | złoto   | bieg na 800 m      | 2:13,54 |
| 1990    | Mistrzostwa Afryki         | Kair         | złoto   | bieg na 1500 m     | 4:25,27 |
| 1991    | Mistrzostwa świata         | Tokio        | 4.      | bieg na 800 m      | 1:57,63 |
| 1991    | Igrzyska afrykańskie       | Kair         | złoto   | bieg na 800 m      | 2:04,02 |
| 1992    | Igrzyska olimpijskie       | Barcelona    | 5.      | bieg na 800 m      | 1:57,49 |
| 1992    | Igrzyska olimpijskie       | Barcelona    | 9.      | bieg na 1500 m     | 4:02,60 |
| 1992    | Puchar Świata              | Hawana       | złoto   | bieg na 800 m      | 2:00,47 |
| 1992    | Puchar Świata              | Hawana       | brąz    | sztafeta 4 × 400 m | 3:31,90 |
| 1993    | Halowe mistrzostwa świata  | Toronto      | złoto   | bieg na 800 m      | 1:57,55 |
| 1993    | Mistrzostwa Afryki         | Durban       | złoto   | bieg na 800 m      | 1:56,36 |
| 1993    | Mistrzostwa świata         | Stuttgart    | złoto   | bieg na 800 m      | 1:55,43 |
| 1993    | Finał Grand Prix IAAF      | Londyn       | złoto   | bieg na 800 m      | 1:57,35 |
| 1994    | Igrzyska dobrej woli       | Petersburg   | złoto   | bieg na 800 m      | 1:57,63 |
| 1994    | Puchar Świata              | Londyn       | złoto   | bieg na 800 m      | 1:58,27 |
| 1995    | Halowe mistrzostwa świata  | Barcelona    | złoto   | bieg na 800 m      | 1:57,62 |
| 1995    | Mistrzostwa świata         | Göteborg     | DSQ SF  | bieg na 800 m      | N/A     |
| 1995    | Finał Grand Prix IAAF      | Monako       | złoto   | bieg na 800 m      | 1:55,72 |
| 1995    | Igrzyska afrykańskie       | Harare       | złoto   | bieg na 800 m      | 1:57,67 |
| 1996    | Igrzyska olimpijskie       | Atlanta      | brąz    | bieg na 800 m      | 1:58,71 |
| 1997    | Halowe mistrzostwa świata  | Paryż        | złoto   | bieg na 800 m      | 1:58,96 |
| 1997    | Mistrzostwa świata         | Ateny        | brąz    | bieg na 800 m      | 1:57,59 |
| 1997    | Finał Grand Prix IAAF      | Fukuoka      | srebro  | bieg na 800 m      | 1:56,93 |
| 1998    | Igrzyska dobrej woli       | Nowy Jork    | złoto   | bieg na 800 m      | 1:58,83 |
| 1998    | Mistrzostwa Afryki         | Dakar        | złoto   | bieg na 800 m      | 1:57,95 |
| 1998    | Puchar Świata              | Johannesburg | złoto   | bieg na 800 m      | 1:59,88 |
| 1998    | Igrzyska Wspólnoty Narodów | Kuala Lumpur | złoto   | bieg na 800 m      | 1:57,60 |
| 1999    | Halowe mistrzostwa świata  | Maebashi     | srebro  | bieg na 800 m      | 1:57,17 |
| 1999    | Mistrzostwa świata         | Sewilla      | srebro  | bieg na 800 m      | 1:56,72 |
| 1999    | Finał Grand Prix IAAF      | Monachium    | złoto   | bieg na 800 m      | 1:59,10 |
| 1999    | Igrzyska afrykańskie       | Johannesburg | złoto   | bieg na 800 m      | 1:59,73 |
| 2000    | Igrzyska olimpijskie       | Sydney       | złoto   | bieg na 800 m      | 1:56,15 |
| 2001    | Halowe mistrzostwa świata  | Lizbona      | złoto   | bieg na 800 m      | 1:59,74 |
| 2001    | Mistrzostwa świata         | Edmonton     | złoto   | bieg na 800 m      | 1:57,17 |
| 2001    | Igrzyska dobrej woli       | Brisbane     | złoto   | bieg na 800 m      | 1:58,76 |
| 2001    | Finał Grand Prix IAAF      | Melbourne    | złoto   | bieg na 800 m      | 1:59,78 |
| 2002    | Igrzyska Wspólnoty Narodów | Manchester   | złoto   | bieg na 800 m      | 1:57,35 |
| 2002    | Mistrzostwa Afryki         | Tunis        | złoto   | bieg na 800 m      | 2:03,11 |
| 2002    | Puchar Świata              | Madryt       | złoto   | bieg na 800 m      | 1:58,60 |
| 2002    | Puchar Świata              | Madryt       | złoto   | sztafeta 4 × 400 m | 3:26,84 |
| 2003    | Halowe mistrzostwa świata  | Birmingham   | złoto   | bieg na 800 m      | 1:58,94 |
| 2003    | Mistrzostwa świata         | Paryż        | złoto   | bieg na 800 m      | 1:59,89 |
| 2003    | Światowy Finał IAAF        | Monako       | złoto   | bieg na 800 m      | 1:59,59 |
| 2004    | Halowe mistrzostwa świata  | Budapeszt    | złoto   | bieg na 800 m      | 1:58,50 |
| 2004    | Igrzyska olimpijskie       | Ateny        | 4.      | bieg na 800 m      | 1:56,51 |
| 2005    | Mistrzostwa świata         | Helsinki     | 4.      | bieg na 800 m      | 1:59,71 |
| 2006    | Halowe mistrzostwa świata  | Moskwa       | złoto   | bieg na 800 m      | 1:58,90 |
| 2006    | Igrzyska Wspólnoty Narodów | Melbourne    | brąz    | bieg na 800 m      | 1:58,77 |
| 2006    | Mistrzostwa Afryki         | Bambous      | srebro  | bieg na 800 m      | 2:01,08 |
| 2007    | Mistrzostwa świata         | Osaka        | DNF     | bieg na 800 m      | N/A     |
| 2008    | Halowe mistrzostwa świata  | Walencja     | brąz    | bieg na 800 m      | 2:02,97 |
| 2008    | Mistrzostwa Afryki         | Addis Abeba  | srebro  | bieg na 800 m      | 2:00,47 |
| 2008    | Igrzyska olimpijskie       | Pekin        | 5.      | bieg na 800 m      | 1:57,66 |
| Źródło: |                            |              |         |                    |         |

## Rekordy życiowe
- bieg na 400 m – 51,37 (2 sierpnia 1994, Monako)
- bieg na 800 m – 1:55,19 (17 sierpnia 1994, Zurych)
- bieg na 1500 m – 4:01,50 (12 lipca 2002, Rzym)
- bieg na 3000 m – 9:27,37 (8 czerwca 1991, Springfield)
- sztafeta 4 × 400 m – 3:26,84 (21 września 2002, Madryt)

Halowe
- bieg na 800 m – 1:57,06 (21 lutego 1999, Liévin)
- bieg na 1000 m – 2:30,94 (25 lutego 1999, Sztokholm)
- bieg na 1500 m – 4:17,93 (1 lutego 1992, Portland)

Źródło: 
22 lutego 1998 roku wygrała bieg na 800 metrów podczas mityngu we francuskim Liévin z czasem 1:56,36 – o 0,04 sekundy lepszym od halowego rekordu świata Niemki Christine Wachtel. Wynik ten nie został jednak ratyfikowany przez IAAF z powodu naruszenia przepisów – zapisy telewizyjne pokazały, że Mutola biegła poza wyznaczonym torem na ostatnim wirażu.

## Odznaczenia i wyróżnienia
Została lekkoatletką roku według magazynu Track & Field News (za 2003 rok). W 2004 roku zaś otrzymała najwyższe cywilne odznaczenie Mozambiku – Order Eduardo Mondlane'a I Klasy.